# تولة سارا (مقاطعة فريدونكنار)
تولة سارا (بالفارسية: توله‌سرا) هي منطقة سكنية تقع في مازندران في إيران. يقدر عدد سكانها بـ 294 نسمة .